# Шестеренко Алла Іванівна
Шестеренко Алла Іванівна (12 лютого 1941, Одеса, УРСР — 5 квітня 2015, Київ, Україна) — радянський і український художник по костюмах. Донька — відома піаністка, громадський діяч і мистецтвознавиця Ірина Шестеренко.

## Біографія
Народилася 1941 року в Одесі. Закінчила Український поліграфічний інститут ім. І. Федорова (1972).
Працювала на Київській кіностудії ім. О. П. Довженка.
Була членом Національної спілки кінематографістів України.

## Фільмографія
Оформила стрічки:
- «Маленький шкільний оркестр» (1968)
- «Розвідники» (1968)
- «Де 042?» (1969)
- «Захар Беркут» (1971, у співавт.)
- «Бумбараш» (1971)
- «Пропала грамота» (1972)
- «Важкі поверхи» (1974)
- «Хвилі Чорного моря» (1975, т/ф, 4 о)
- «Свято печеної картоплі» (1976)
- «Напередодні прем'єри» (1978)
- «Важка вода» (1979)
- «Розповіді про кохання» (1980, т/ф)
- «Історія одного кохання» (1981, т/ф)
- «Інспектор Лосєв» (1982, т/ф, 3 а)
- «Ще до війни» (1982, т/ф, 2 с)
- «Петля» (1983, т/ф, 3 с)
- «Третій у п'ятому ряду» (1984, т/ф)
- «Легенда про безсмертя» (1985)
- «Десь гримить війна» (1986, у співавт.)
- «Циганка Аза» (1987)
- «Нині прослався син людський» (1990)
- «Господи, прости нас, грішних» (1992)
- «Тарас Шевченко. Заповіт‎» (1992—1997, телесеріал, 1—9 с)
- «Поет і княжна» (1999)
- «Богдан-Зиновій Хмельницький» (2006, у співавт.) та ін.